# Johnny Copeland
Johnny Copeland (27 mars 1937 – 3 juillet 1997) est un chanteur et guitariste américain de blues.

## Biographie
Johnny Copeland est né à Haynesville en Louisiane. Attiré par la musique il a également pratiqué professionnellement la boxe ; c'est à ses années de boxeur qu'il doit le surnom de « Clyde ».
Influencé dans sa jeunesse par T-Bone Walker, il forme le groupe Dukes of Rhythm à Houston en compagnie de Joe « Guitar » Hugues et réalise son premier enregistrement en 1956. L'année suivante il signe avec le label Duke Records et dans les premières années de sa carrière il joue avec Sonny Boy Williamson, Big Mama Thornton et Freddie King. Bien qu'il ne connaisse qu'un succès commercial limité, il devient pour les 20 années suivantes un musicien assez populaire par ses nombreuses tournées.
Dans les années 1970, il part pour New-York pour réorienter sa carrière en pleine période disco et joue dans de nombreuses villes de l'est.
En 1981, il s'engage avec le label Rounder Records, pour lequel il enregistre plusieurs albums bien accueillis par la critique dont Copeland Special (1981) et Bringing It All Back Home (1985). Il participe au Long Beach Blues Festival (en) en 1983 ; en 1985, il apparaît en tant qu'invité spécial de Stevie Ray Vaughan and Double Trouble au Montreaux Jazz Festival. En 1987 il gagne un Grammy Award du meilleur disque de blues traditionnel pour l'album Showdown!, enregistré avec Robert Cray et Albert Collins. En 1988, il participe au San Francisco Blues Festival.
La fin de sa vie est rendue difficile par une affection cardiaque congénitale. Il meurt à 60 ans à Harlem, en raison de complications consécutives à une opération de transplantation cardiaque réalisée 6 mois plus tôt. Copeland était résident de Teaneck dans le New Jersey.

## Famille
Il a eu un fils et trois filles de sa femme Ethel Lee Copeland. Sa fille Shemekia Copeland fait carrière dans la chanson.

## Discographie sélective
- Texas Twister ; When the Rain Starts Fallin' (Rounder)
- Catch Up with the Blues ; Jungle Swing (Verve Records)[2]
- Showdown!